# Banc à coussin d'air
 (mars 2013).
Si vous disposez d'ouvrages ou d'articles de référence ou si vous connaissez des sites web de qualité traitant du thème abordé ici, merci de compléter l'article en donnant les références utiles à sa vérifiabilité et en les liant à la section « Notes et références ».

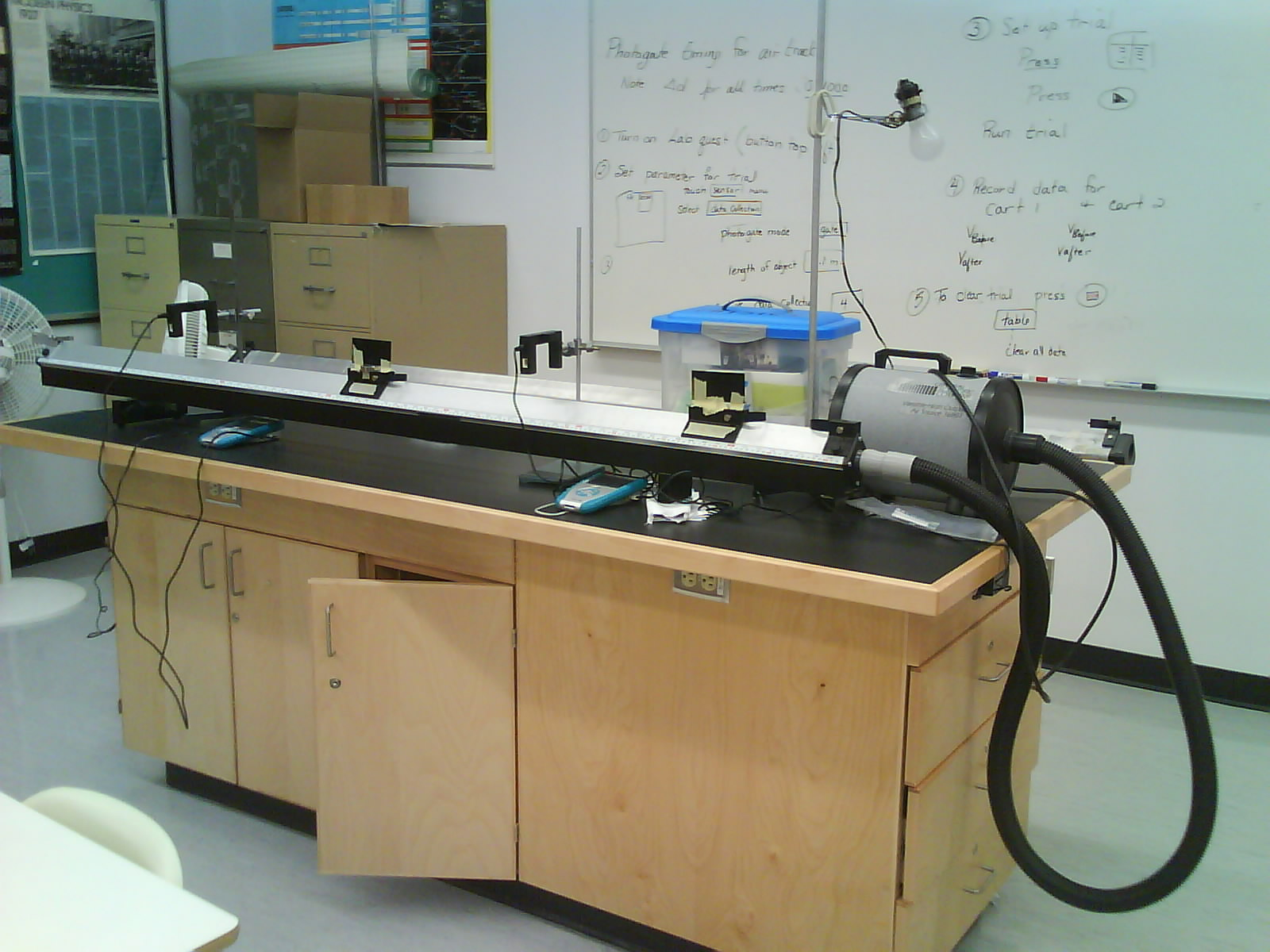
Banc à coussin d'air dans un lycée de Calgary

Le banc à coussin d'air est un appareil scientifique de cinématique utilisé pour étudier le mouvement dans un environnement de basse friction. Son nom provient de sa structure : de l'air est pompé dans un support de transport avec de petits trous sur sa surface qui permet à des mobiles de glisser presque sans friction. Les bancs à coussins d'air peuvent être de section triangulaire. Des chariots à base triangulaire s'adaptent alors parfaitement à la forme du haut du support et sont utilisés pour étudier le mouvement dans des conditions de basse friction.
Le banc à coussin d'air est aussi utilisé pour étudier les collisions, élastiques et inélastiques. Comme très peu d'énergie est perdue dans la friction, il est aisé de démontrer quelle quantité de mouvement est conservée avant et après la collision. Le banc peut être utilisé afin de calculer la force de gravité lorsqu'il est incliné par rapport à l'horizontale.
Il a été inventé dans les années 1960 par John Stull et Frank Ferguson,.

## En deux dimensions
L'extension en deux dimensions du banc à coussin d'air est nécessaire pour effectuer des mesures plus générales. Il en existe deux grands types, les tables à coussin d'air et les mobiles autoporteurs.
La table à coussin d'air, similaire au banc est un plan d'expérimentation où le coussin d'air est généré par le support. Une version grand public existe dans le jeu d'air hockey.
La table à mobiles autoporteurs ou palets autoporteurs est un dispositif où le coussin d'air est généré par les mobiles évoluant au-dessus. La table assure seulement une surface parfaitement plane et lisse, et peut être recouverte d'un papier de relevé et d'appareils de mesure. Parmi les fabricants, Jeulin est l'un des plus connus.